# Mattan
Mattan là một thị xã và là nơi đặt ủy ban khu vực quy hoạch (notified area committee) của quận Anantnag thuộc bang Jammu và Kashmir, Ấn Độ.

## Nhân khẩu
Theo điều tra dân số năm 2001 của Ấn Độ, Mattan có dân số 6367 người. Phái nam chiếm 52% tổng số dân và phái nữ chiếm 48%. Mattan có tỷ lệ 54% biết đọc biết viết, thấp hơn tỷ lệ trung bình toàn quốc là 59,5%: tỷ lệ cho phái nam là 66%, và tỷ lệ cho phái nữ là 42%. Tại Mattan, 12% dân số nhỏ hơn 6 tuổi.